# Jürgen Vietig
Jürgen Vietig (* 1940 in Bad Kreuznach) ist ein deutscher Slawist, Journalist und Autor.

## Leben
Er wuchs in Stockelsdorf auf, besuchte das Katharineum zu Lübeck bis zum Abitur und studierte Osteuropäische Geschichte und Slawistik an der Ludwig-Maximilians-Universität München und der Freien Universität Berlin. Ein DAAD-Stipendium ermöglichte ihm 1967/68 einen Studienaufenthalt an der Jagellonen-Universität Krakau.
Er trat als Volontär in die Osteuropa-Redaktion beim RIAS ein und wurde freier Mitarbeiter. Ab 1971 war er für drei Jahre als Redakteur beim Südwestfunk in Baden-Baden für die Sendungen Pop-Shop und Funkreport tätig, danach Redakteur beim RIAS. Zwischenzeitlich war er von 1980 bis 1981 wissenschaftlicher Mitarbeiter der Interdisziplinären Arbeitsgruppe Germania Slavica an der Freien Universität Berlin.
Ab 1986 war Vietig als Korrespondent für den RIAS und die Süddeutsche Zeitung in Warschau tätig. Von 1988 bis 1994 war er Leiter der Polen-Redaktion des Deutschlandfunks (DLF) bzw. nach Integration der DLF-Europa-Programme in den deutschen Auslandsrundfunk von DW-RADIO/Polnisch. Anschließend war er bis 1999 Hörfunk-Korresponden der ARD in Warschau. Von 1999 bis 2002 leitete er das Parlamentsstudio von DW-TV in Berlin.
Jürgen Vietig lebt in Kleinmachnow. Neben Werken zum deutsch-polnischen Verhältnis ist er Herausgeber einer epischen Reisebeschreibung von 1651 des polnischen Barockdichters Marcin Borzymowski sowie eines Buches zu Leben und Werk von Margarete Junge.

## Werke
- (mit Karlheinz Kögel, Walther Krause): Schlager, Pop und Showgeschäft Ravensburg: Maier 1973 ISBN 978-3-473-39755-6 (Ravensburger Taschenbücher 5)
- (mit Hans-Jochen Markmann, Hrsg.): Das deutsch-polnische Verhältnis: Referate zu Problemen der deutsch-polnischen Schulbuchempfehlungen. Berlin: Pädagogisches Zentrum 1981
- (mit Felix Escher): Deutsche und Polen: eine Chronik. [Begleitbuch zur vierteiligen ARD-Fernsehreihe Deutsche und Polen] Berlin: Nicolai 2002 ISBN 978-3-87584-471-9
- (Hrsg.) Marcin Borzymowski: Von Danzig nach Lübeck – eine Meeresfahrt im Jahre 1651. Aus dem Poln. übertr. von Bernhard Hartmann. Frankfurt am Main: Lang-Edition 2013 ISBN 978-3-631-63332-8
- (mit Marion Welsch, Hrsg.): Margarete Junge: Künstlerin und Lehrerin im Aufbruch in die Moderne. Dresden: Sandstein Verlag [2016] ISBN 978-3-95498-218-9